# Teatro Nacional Cláudio Santoro
El Teatro Nacional Cláudio Santoro es un teatro brasileño localizado en Brasilia. Fue proyectado por el arquitecto Oscar Niemeyer. La construcción se inició el 30 de julio de 1960, y la estructura se terminó el 30 de enero de 1961, pero por cinco años la construcción estuvo parada. La sala Martins Pena se acabó en 1966 y, después de diez años de actividad, se cerró para reformar y acabar la obra del teatro, la cual ocurrió el 21 de abril de 1981.
El Teatro Nacional Cláudio Santoro se encuentra en la Via N2, Sector Cultural Norte, y posee una estructura con forma de pirámide irregular: en su interior se destacan las salas Martins Pena Villa-Lobos y Alberto Nepomuceno, donde se realizan numerosos actos y representaciones culturales durante todo el año.
El teatro está en reforma desde hace dos años y permanece cerrado al público.

## Estructura
| Sala               | Capacidad      |
| ------------------ | -------------- |
| Alberto Nepomuceno | 60 personas    |
| Martins Pena       | 407 persona    |
| Villa-Lobos        | 1.407 personas |

## Reforma, cerramiento al público y otros problemas
Desde enero de 2014, ha sido empezada una larga obra del Teatro Nacional, que no ha sido finalizada debido a limitaciones presupuestarias y a la falta de priorización del gobierno para el caso.
También, debido a la baja circulación de personas en la zona exterior del Teatro y a la falta de seguridad y vigilancia, el lugar se ha convertido en un punto frecuente de consumo de drogas.
Guilherme Reis, actual Secretario de Cultura del Distrito Federal, dijo en una noticia que "no hay ninguna disposición para volver a abrir el espacio".